# Čche Či-hun
Čche Či-hun (hangul: 채지훈; hanča: 蔡智薰, v anglickém přepise Chae Ji-hoon; * 5. března 1974, Soul) je bývalý jihokorejský závodník v short tracku. Je držitelem tří olympijských medailí, z toho dvou individuálních - na hrách v Lillehammeru roku 1994 vyhrál závod na 500 metrů a v kilometrovém závodě skončil druhý. Na olympiádě v Naganu roku 1998 svou olympijskou sbírku rozšířil stříbrem ze štafety na 5000 metrů. Krom toho je celkovým mistrem světa z roku 1995, v jednotlivých disciplínách na světovém šampionátu nasbíral šest zlatých. Pět zlatých medailí si přivezl i z univerziád v roce 1995 a 1997. Po skončení závodní kariéry získal doktorát na Univerzitě Jonse v oboru psychologie sportu. V letech 2006 až 2007 byl hlavním trenérem amerického národního short trackového týmu. Od roku 2006 působí v technickém výboru Mezinárodní bruslařské unie.